# Thun-Saint-Martin
 Thun-Saint-Martin  es una población y comuna francesa, en la región de Norte-Paso de Calais, departamento de Norte, en el distrito de Cambrai y cantón de Cambrai-Est.

## Demografía
| 429 | 451 | 445 | 421 | 475 | 460 |
| Para los censos de 1962 a 1999 la población legal corresponde a la población sin duplicidades (Fuente: INSEE [Consultar]) |     |     |     |     |     |